# Pijavice (gmina Višegrad)
Pijavice (cyr. Пијавице) – wieś w Bośni i Hercegowinie, w Republice Serbskiej, w gminie Višegrad. W 2013 roku liczyła 20 mieszkańców.